# Telostylus philippinensis
Telostylus philippinensis är en tvåvingeart som beskrevs av Cresson 1926. Telostylus philippinensis ingår i släktet Telostylus och familjen Neriidae.
Artens utbredningsområde är Filippinerna. Inga underarter finns listade i Catalogue of Life.